# Anni confusi
Anni confusi è un romanzo per ragazzi dello scrittore macedone Velko Nedelkovski, pubblicato nel 1982.

## Contenuto
Il romanzo è composto da 37 capitoli e racconta la storia di Borjan, un studente di terza media che costantemente prende in giro le ragazze a scuola . Un giorno incontra Violetka, una ragazza con le trecce, le guance rosse e un sorriso carino.Se ne innamora subito cosi Borjan invia lettere d'amore a Violetka tramite Dimitar, un compagno di classe della ragazza e umile alunno di seconda media. Anche Dimitar è innamorato di lei e scrive effettivamente le lettere a nome di Borjan. Diversi per status sociale, aspetto fisico, carattere e sensibilità, questi due ragazzi cercano di conquistare il della ragazza. 

## Edizioni
- Nel 2019 il romanzo è stato pubblicato dalla Redazione Libby presso la casa editrice Ars lamina - pubblicazioni, all'interno dell'edizione “Lektiri”(in italiano libri di scuola come compiti delle vacanze). Il libro misura 20 centimetri e ha 168 pagine, insieme alla biografia dell'autore, un glossario delle parole meno conosciute e attività da svolgere in classe. L'autore delle illustrazioni nel libro è Zdravko Girov. È stato stampato da "Branco Gapo - produzione grafica" con una tiratura di duemila copie. [2]

## Le volte che e stato pubblicato
1. ↑  Велко Неделковски, Збунети години, Арс ламина - публикации, Скопје, 2019.
2. ↑  Велко Неделковски, Збунети години, Арс ламина - публикации, Скопје, 2019, стр. 167-168.